# Keira Knightley
Keira Christina Knightley O.B.E. (AFI: [ˌkɪərəˈnaɪtlɪ]; Londres, 26 de março de 1985), é uma atriz e modelo britânica. Por seu extenso trabalho nas indústrias cinematográficas britânica e americana, ganhou um prêmio Empire e várias indicações para a Academia Britânica, aos Globos de Ouro e ao Oscar. Knightley foi a atriz britânica mais bem paga da Forbes Celebrity 100 em 2008. Além de atuar em filmes, também atuou nas produções da Broadway assim como no teatro West End.
Knightley começou a atuar como uma criança na televisão e fez sua estreia no cinema em 1995; ela se aventurou em papéis coadjuvantes como Sabé em Star Wars: Episódio I - A Ameaça Fantasma (1999) e Frankie Smith no filme de terror psicológico The Hole (2001). Ela estrelou o filme Bend It Like Beckham (2002), e alcançou fama internacional em 2003, depois de interpretar Elizabeth Swann na série de filmes Piratas do Caribe (4,5 bilhões de dólares). O filme de romance Pride & Prejudice (2005) marcou um ponto de virada significativo em sua carreira, uma vez que sua interpretação como Elizabeth Bennet foi aclamada pela crítica e lhe rendeu uma indicação ao Oscar de Melhor Atriz. Mais tarde, ela ficou conhecida por seus papéis como heroínas de outros dramas do período, como as produções de 2007, Atonement e Silk, e Anna Karenina (2012).
A transição de Knightley para papéis em filmes independentes, incluindo os dramas A Duquesa  (2009) e Nunca Me Deixe Ir (2010), foi bem recebida; ambas as produções lhe renderam indicações no British Independent Film Awards. Em 2014, Knightley foi indicada ao prêmio Atriz Britânica do Ano do London Film Critics 'Circle por suas atuações como aspirante cantora e compositora na comédia romântica musical Begin Again, uma jovem frágil no drama cômico Laggies e na criptologista inglesa Joan Clarke no drama histórico O Jogo da Imitação. Pelo último, recebeu indicações para o Globo de Ouro e ao Oscar de Melhor Atriz Coadjuvante, entre outros elogios.
Sua estreia no West End com a produção The Misanthrope (2009), de Martin Crimp, foi bem recebida e lhe rendeu uma indicação para o Laurence Olivier Award. Ela também estrelou como a heroína de mesmo nome na produção da Broadway de 2015 da peça naturalista de 1873 Thérèse Raquin. Knightley é um endossante de celebridades e tem sido associada a marcas como Asprey e Chanel. Ela também é filantropa e apoia várias organizações de caridade. Knightley é casada com o músico James Righton desde 2013. Knightley foi nomeada oficial superior da Ordem do Império Britânico (OBE) nas Honras do Aniversário de 2018 por serviços de artes e caridade pela rainha Elizabeth II.

## Biografia
Knightley nasceu no sul de Londres, nos subúrbios de Teddington, em Richmond. É filha do ator Will Knightley e da atriz que se tornou escritora Sharman MacDonald. O seu nome, “Keira”, deveria, na verdade, ser “Kiera”. A sua mãe soletrou de forma errada o nome pretendido, originando o seu atual nome.
O seu irmão mais velho, Caleb, nasceu em 1979. Keira conta que aos três anos de idade, quando viu o agente de seus pais sair de sua casa, decidiu pedir também um agente para si, mas como Keira era apenas uma criança os pais recusaram. Três anos mais tarde descobriu-se que tinha um problema em ler e escrever, embora não fosse oficial que ela sofria de dislexia.
Keira esforçou-se muito para ultrapassar o problema e com a ajuda da sua família conseguiu. Como recompensa do seu esforço os pais decidiram contratar um agente para a pequena Keira. Aos sete anos teve o seu primeiro papel na televisão no episódio "Royal Celebration" (1993) da série Screen One.
Em 4 de abril de 2013, Keira Knightley casou-se com o noivo, o cantor James Righton, em Mazan, no sudeste de França na presença de apenas 11 convidados.
Em agosto de 2016, a atriz admitiu que usa perucas nos filmes desde 2011 para não prejudicar seus cabelos, pois teve problemas de queda de cabelos após constantes tingimentos, que eram necessários para desempenhar seus personagens. 

## Carreira

### 1993–2002: Começo de carreira
Depois de conseguir um agente aos seis anos, Keira trabalhou principalmente em comerciais e pequenos papéis na TV. Seu primeiro papel foi "Little Girl" em Royal Celebration, um filme de TV em 1993. Um ano depois, ela teve um pequeno papel no filme A Village Affair. Ela mais tarde estrelou em Inocentes Mentiras em 1995 e 1998's Coming Home. Ela era uma princesa no filme de 1996 The Treasure Seekers. Mais tarde em 1999, ela apareceu como Rose em Oliver Twist.
Knightley apareceu em vários filmes de televisão em meados dos anos 90, bem como no The Bill de ITV1, antes de ser interpretar Sabé, o chamariz de Padmé Amidala, no blockbuster de ficção científica de 1999 Star Wars: Episode I - The Phantom Menace. O diálogo de Sabé foi dobrado com a voz de Natalie Portman. Isso foi para esconder o fato de que a donzela Padmé (interpretado por Portman) foi realmente a verdadeira Rainha Amidala no final do filme. Knightley subistituiu o papel por causa de sua semelhança física com Natalie. O primeiro papel principal de Knightley foi em 2001, quando ela interpretou a filha de Robin Hood no drama de Walt Disney Productions intitulado Princess of Thieves. Ela treinou durante várias semanas em tiro com arco, esgrima e equitação. Durante este tempo, Knightley também apareceu em The Hole, um thriller que recebeu um lançamento direto como vídeo nos Estados Unidos. Seu diretor Nick Hamm descreveu-a como "uma versão nova de Julie Christie".
Apareceu na adaptação da mini serie do doutor Zhivago como Lara, ao lado do ator escocês Hans Matheson, que arejou primeiramente em 2002 às revisões boas e às avaliações elevadas. No mesmo ano, ela também se apresentou no filme Pure, no qual retrata uma adolescente grávida que é viciada em heroína e teve um filho tomado pelos serviços sociais. O papel decisivo de Knightley foi no filme sobre o futebol, Bend It Like Beckham, que foi um sucesso em seu lançamento no Reino Unido em agosto de 2002, faturando US $18 milhões e em seu lançamento em março de 2003, somando US$32 milhões de dólares.

### 2003–2007: Reconhecimento internacional
Após o lançamento de Bend It Like Beckham no Reino Unido a atriz foi escalada no filme de ação de grande orçamento, a franquia Piratas do Caribe: A Maldição do Pérola Negra, junto com Orlando Bloom e Johnny Depp. Produzido por Jerry Bruckheimer, o filme recebeu críticas positivas e faturou cerca de $654 milhões, transformando-se a estreia mais famosa de um filme em 2003.

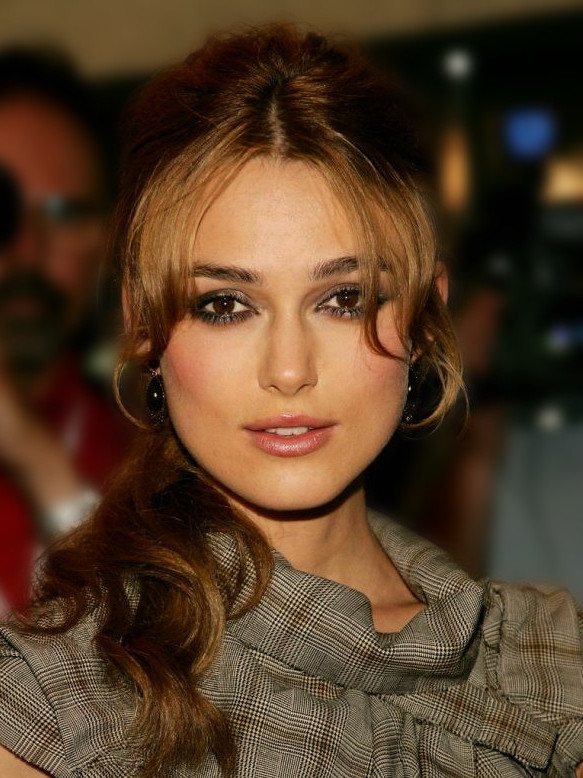
Knightley em 2005 no Toronto Film Festival.

Knightley teve um papel na comédia romântica britânica O Amor Acontece (2003), em novembro de 2003 como Juliet ao lado de Emma Thompson. Seu próximo filme, o Rei Arthur, foi lançado em julho de 2004. Críticas negativas: em preparação para o papel que ela levou lições de boxe, luta, tiro com arco e equitação quatro dias por semana durante três meses.No mesmo mês, Knightley foi votada pelos leitores da revista Hello! como a estrela mais promissora da indústria cinematográfica. Além disso, a revista TIME escreveu em 2004 que a atriz parecia dedicada a se desenvolver profissionalmente e não apenas como uma estrela de cinema.

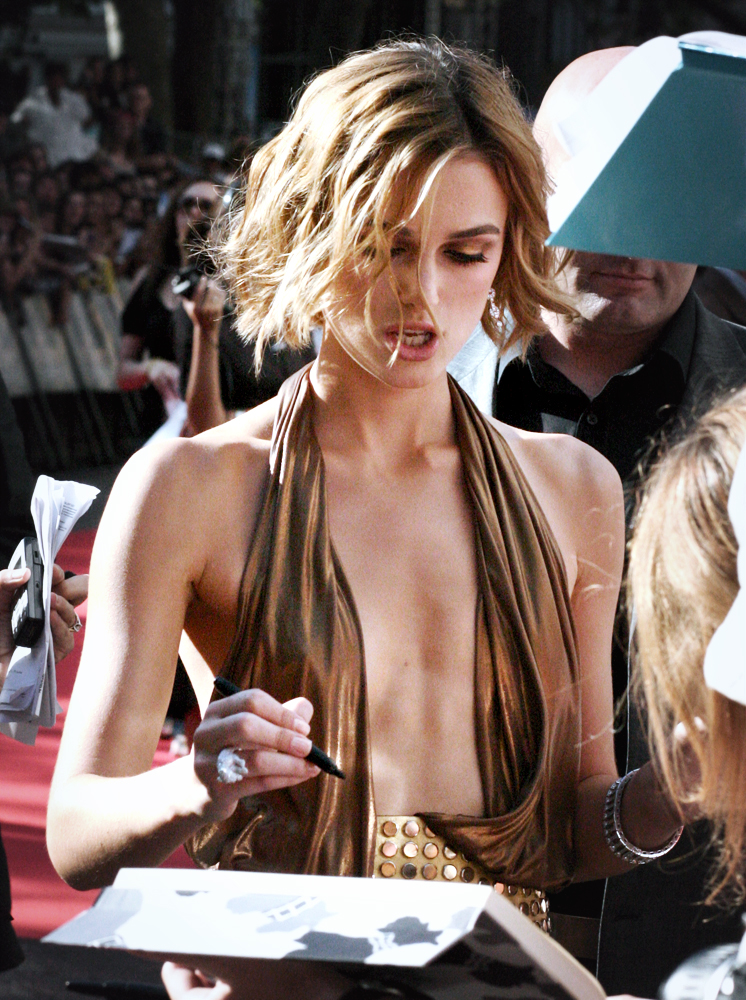
Knightley em 2006.

Ela apareceu em três filmes em 2005, o primeiro foi The Jacket, ao lado de Adrien Brody, Domino de Tony Scott, um filme de ação baseado na vida do caçador de recompensas Domino Harvey. Rotten Tomatoes, em seu consenso crítico, chamou o filme de "exagerado e excessivo"; recebeu 19% de aprovação com base em 153 revisões catalogadas
Keira estreou em Orgulho e Preconceito junto de Matthew MacFadyen em 2005. Keira havia dito anteriormente que tinha amado o livro desde que tinha sete anos. Ela disse sobre sua personagem: "A beleza de Elizabeth é que toda mulher que lê o livro parece reconhecer a si mesma, com todas as suas falhas e imperfeições. Se você dá a uma atriz que é até remotamente boa a chance de jogar um personagem fantástico''. A revista Variety escreveu sobre o seu retrato de Elizabeth Bennet: "Olhando cada pedaço de uma estrela, Knightley tem mostrado mais espírito do que agir até agora em sua carreira, realmente passos até aqui não são fáceis. Atuando ao lado de seu próprio ego contra Matthew Macfadyen mais clássico treinado, bem como Brenda Blethyn, Donald Sutherland, Penelope Wilton e Judi Dench com uma força luminosa que lembra uma jovem Audrey Hepburn. Mais do que a mais velha Jennifer Ehle na série de TV, ela capta a esquisitice essencial de Elizabeth e seu fanfarrão juvenil, fazendo sua conversão final ainda mais emocionante." O filme arrecadou mais de US$100 milhões em todo o mundo, e Knightley ganhou uma indicação ao Globo de Ouro e uma indicação ao Oscar como Melhor Atriz perdendo para Reese Witherspoon. A nomeação para o Oscar fez com que ela fosse a terceira mais jovem intérprete nomeada. A decisão do BAFTA de não nomeá-la atraiu críticas do produtor Tim Bevan.
Em 2006, Knightley foi convidada para se juntar à Academia de Artes e Ciências Cinematográficas. Seu maior sucesso financeiro até agora, Pirates of the Caribbean: Dead Man's Chest, foi lançado em julho de 2006.
Knightley estrelou três grandes filmes em 2007: Silk, uma adaptação do romance de Alessandro Baricco, Atonement, adaptação cinematográfica do romance co-estrelado por James McAvoy, Vanessa Redgrave e Brenda Blethyn. Pirates Do Caribe: No Fim do Mundo, que foi lançado em maio de 2007. Por sua atuação em Atonement, Knightley foi indicada para um Globo de Ouro na categoria Melhor Atriz Dramática pelo papel e um Prêmio BAFTA.

### 2008–2013: Filmes independentes
Em 2008, Knightley apareceu ao lado de Sienna Miller, Cillian Murphy e Matthew Rhys em The Edge of Love de John Maybury, um drama de ficção sobre o poeta galês Dylan Thomas. Penetrado pela mãe de Knightley, Sharman Macdonald, o dramaturgo inicialmente criou o roteiro com Knightley. Uma vez que sua filha concordou em retratar Williams, MacDonald ampliou o personagem, tornando-a uma cantora.

Knightley, que assistiu Marlene Dietrich para a preparação, estava esperando para mimetizar a sua voz pré-gravada, mas foi informada por Maybury para cantar ao vivo na frente da tripulação durante o tiro. "Eu estava tremendo", comentou Knightley mais tarde, "eu pensei que meus joelhos estavam rompendo-se. No primeiro par de músicas, eu parecia um menino pubescente, era tão embaraçoso." Quando a actriz recebeu revisões positivas para seu papel, o filme transformou-se um crítico moderado e o sucesso comercial do arthouse.

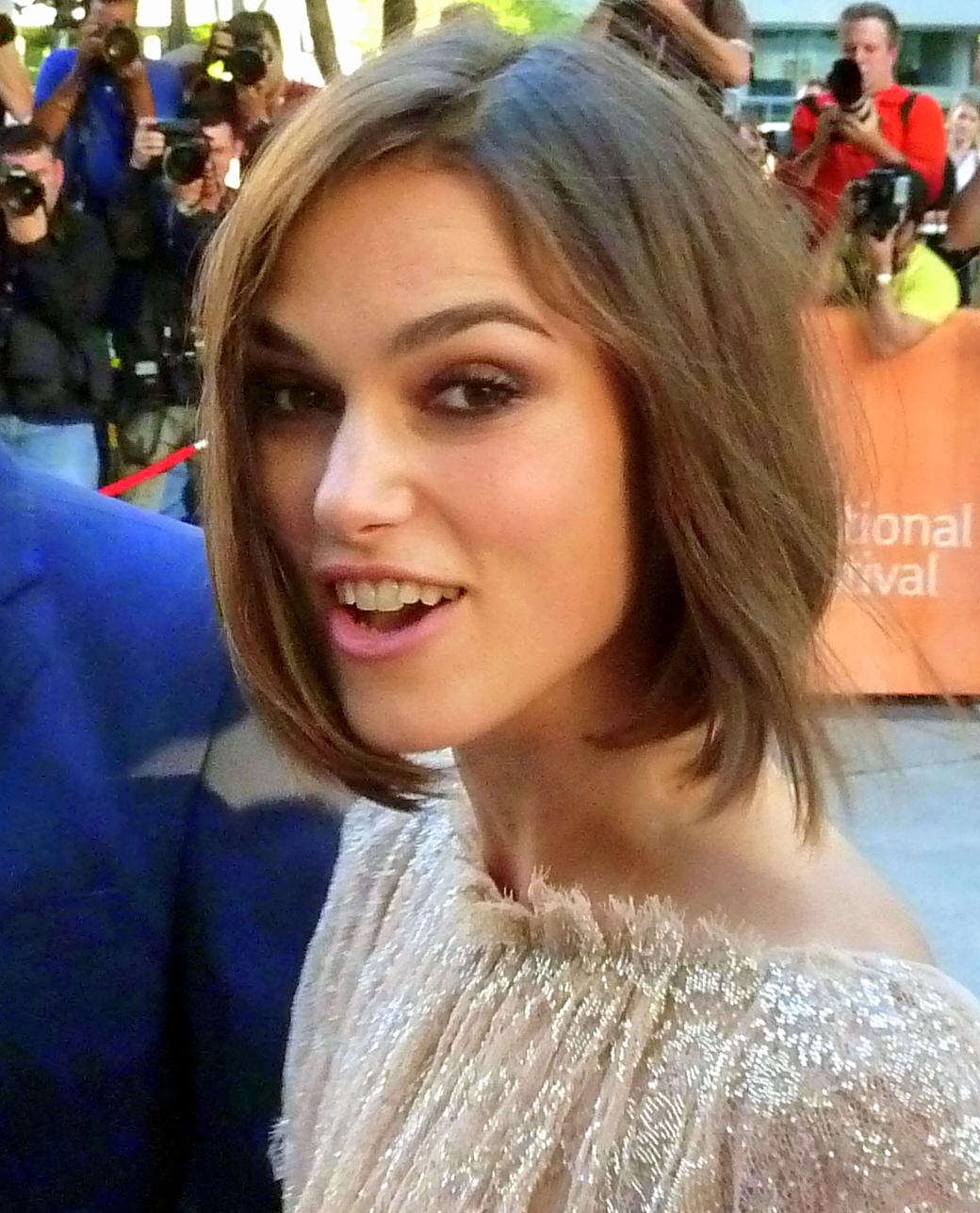
Knightley no Festival Internacional de Cinema de Toronto em 2011.

Ela filmou A Duquesa (2008) de Saul Dibb, com base na biografia mais vendida de Georgiana, Duquesa de Devonshire por Amanda Foreman, na qual interpretou a aristocrata inglesa do século 18. Georgiana Cavendish, duquesa de Devonshire, em frente a Ralph Fiennes.No ano seguinte, ela foi nomeada para um BIFA Award de Melhor Atriz por seu desempenho. Em 2009, uma adaptação de filme do Rei Lear ajustou-se à estrela Knightley e Anthony Hopkins foi cancelado devido à retirada. Em dezembro de 2009, Knightley fez sua estreia no West End na versão de Martin Crimp da comédia de Molière, The Misanthrope, no Comedy Theatre, em Londres, ao lado de Damian Lewis,Tara Fitzgerald e Dominic Rowan. As avaliações para seu retrato de Jennifer no jogo eram geralmente positivas. O Daily Telegraph descreveu seu desempenho como revelador de "poder e purulência" e The Independent chamou seu desempenho "não apenas surpreendentemente convincente, mas, às vezes, bastante emocionante." The Guardian, no entanto, observou que, devido à natureza de o papel "pode-se dizer que ela não está indevidamente esticada." Em reconhecimento de sua estreia no teatro, Knightley foi nomeada para o Laurence Olivier Award de Melhor Atriz em um Papel de Apoio na peça. Knightley também recebeu uma indicação ao Evening Standard Award (longa lista) para o Prêmio Natasha Richardson de Melhor Atriz.
Em 2010, Knightley apareceu no drama romântico Apenas Uma Noite de Massy Tadjedin, no qual estrelou com Eva Mendes, Sam Worthington e Guillaume Canet. No mesmo ano, Knightley concluiu o trabalho sobre uma adaptação do romance distópico de Kazuo Ishiguro, Não Me Abandone Jamais com Andrew Garfield e Carey Mulligan. As filmagens foram feitas em Norfolk, Clevedon e Somerset. Também em 2010, estrelou em London Boulevard com Colin Farrell.
Em janeiro de 2011, Knightley estrelou uma adaptação cinematográfica de The Children's Hour de Lillian Hellman no Teatro Comedy de Londres. O único filme de Knightley de 2011 foi o drama histórico de David Cronenberg, Um Método Perigoso co-estrelado por Viggo Mortensen, Michael Fassbender e Vincent Cassel. Baseado na obra de teatro do escritor Christopher Hampton em 2002, The Talking Cure e ambientado na véspera da Primeira Guerra Mundial, o filme retrata as turbulentas relações entre o jovem psiquiatra Carl Jung, seu mentor Sigmund Freud e Sabina Spielrein. Spielrein, o perturbado mas belo jovem psicanalista que se encontra entre Jung e Freud, é interpretado por Knightley. O filme de fantasia estreou no 68º Festival Internacional de Cinema de Veneza para uma recepção positiva, enquanto Knightley ganhou críticas geralmente favoráveis por críticos, Andrew O'Hehir notando sua "verdadeira estrela deste filme".
Em 2012, ela estrelou junto de Steve Carell no filme de comédia Procura-se um Amigo para o Fim do Mundo. No mesmo ano, ela se reuniu com o diretor Joe Wright para filmar sua terceira produção juntos, Anna Karenina, em que ela estrelou como personagem principal. Ela nomeou sua colaboração com Wright como a mais importante de sua carreira. Knightley obteve críticas positivas por seu desempenho, levando o zumbido precoce do Oscar. Em maio de 2012, Knightley foi escolhida para substituir Scarlett Johansson no filme de John Carney, Mesmo se Nada der Certo, depois que Johansson se retirou por motivos pessoais. O filme foi estreado no Toronto International Film Festival em setembro de 2013 e lançado em teatros em julho de 2014.

### 2014–presente: Novos filmes, Broadway e novos projetos
O primeiro filme de Knightley de 2014 estreou no Festival de Cinema de Sundance, antes de sua abertura geral dos EUA em 24 de outubro. Titled Laggies (retitulado Say When no Reino Unido), o filme também estreia Chloë Grace Moretz e Sam Rockwell, e é dirigido por Lynn Shelton. Pouco depois, a estreia de Jack Ryan: Shadow Recruit, em que Knightley interpreta Cathy Muller ao lado de Chris Pine, foi realizada no final de janeiro. Ao lado de  Mark Ruffalo  estrelou em Mesmo Se Nada Der Certo, e embora ela interprete uma cantora e aprendeu a tocar guitarra para o papel, ela revelou que música não combina para ela, e ela é mais interessada em livros e drama. Knightley também se referiu ao final de um capítulo de sua carreira, que o Guardião descreveu como "atolado em papéis neuróticos". Ela apareceu novamente com Benedict Cumberbatch no filme The Imitation Game (2014), interpretando Joan Clarke e por sua atuação, recebeu uma segunda nomeação ao Oscar para Melhor Atriz Coadjuvante.
Knightley apareceu como parte de um elenco no filme de desastre Everest (2015). Em outubro de 2015, Knightley fez sua estreia na Broadway interpretando o papel protagonista na adaptação de Helen Edmundson de Thérèse Raquin, de Émile Zola, no Studio 54. Seu desempenho recebeu revisões misturadas. Alexis Soloski, do The Guardian, escreveu que Knightley "parece estranhamente plana". Enquanto Alexandra Villarreal, do The Huffington Post, escreveu: "Keira Knightley encarna brilhantemente este monstro atormentado...Durante os primeiros 30 minutos, Knightley mal fala...mas seu desempenho é mais imediato do que qualquer palavra".

Knightley, em seguida, estrelou o filme de drama Beleza Oculta ao lado de Will Smith, Edward Norton, Helen Mirren e Kate Winslet, lançado em dezembro de 2016. O filme recebeu críticas esmagadoramente negativas. Apesar de ter declarado anteriormente em várias ocasiões que ela nunca mais retornaria à série de filmes dos Piratas do Caribe, Knightley retomou seu papel de Elizabeth Swann com uma aparição em Piratas do Caribe de 2017: Dead Men Tell No Tales.
Knightley produzirá e estrelará uma adaptação de The Other Typist por Suzanne Rindell. Ela também interpretará a protagonista em uma biografia da autora francesa Colette, dirigida por Wash Westmoreland, e estrelada em uma biografia de Catarina, a Grande, dirigida por Barbara Streisand. Em 2016, foi anunciado que Knightley interpretará a Fada Açucarada em uma adaptação de O Quebra-Nozes intitulada O Quebra-Nozes e os Quatro Reinos cujas gravações deverão começar em 2018. Knightley está definida para estrelar ao lado de Alexander Skarsgård em The Aftermath, uma adaptação cinematográfica do romance de Rhidian Brook.Knightley interpretou Rachel, uma esposa do exército britânico "fria e complexa", traumatizada pela morte de seu filho por uma bomba alemã. O filme mostra ela e o marido se mudando para a Alemanha enquanto lidam com o luto.
O filme recebeu críticas mistas. Ty Burr, do Boston Globe, deu crédito a Knightley por adicionar "convicção, graça, coração e coragem" ao filme, enquanto Katie Walsh, do Los Angeles Times, sentiu que Knightley e Skarsgård eram muito reservados.Knightley interpretou a denunciante Katharine Gun em Segredos Oficiais (2019),que estreou no Festival de Cinema de Sundance em 28 de janeiro de 2019 com críticas positivas.Knightley acreditava que a representação do filme da Guerra do Iraque e da responsabilidade do governo estava ligada à política moderna,Escrevendo para o The Guardian, Peter Bradshaw elogiou o "desempenho focado, plausível e simpático" de Knightley. Gun também expressou seu contentamento com o filme.
Em 2023, ela interpretou a repórter Loretta McLaughlin no filme de drama policial Boston Strangler, baseado na infame história real dos assassinatos de Boston Strangler.

## Vida pessoal e trabalhos voluntários
Knightley começou a namorar o ator Del Synnott em 2001, depois de conhecê-lo durante a filmagem da Princess of Thieves. O casal se separou em 2003, e Knightley namorou o modelo e ator Jamie Dornan de 2003 a 2005 e seu Pride & Prejudice co-star Rupert Friend de 2005 até dezembro de 2010. Knightley tem estado em um relacionamento com o músico James Righton, da banda inglesa Klaxons, desde fevereiro de 2011. Casaram-se em 4 de maio de 2013, em Mazan, Vaucluse. O casal tem uma filha chamada Edie, que nasceu em Londres em 26 de maio de 2015.
Knightley passou um ano sabático em 2006, sugerindo que queria demorar algum tempo para agir e se concentrar em sua vida pessoal. Falando à imprensa em julho de 2014, ela explicou que sentiu que tinha chegado ao final do primeiro estágio de sua carreira, e o filme de 2014 Begin Again foi como "estar começando de novo". Knightley identifica-se como atéia. Em 2007, Knightley processou o Daily Mail por publicar um artigo sobre sua anorexia ou outro transtorno alimentar. Knightley ganhou o processo, e foi premiada com £ 3.000 ($ 6.000) em danos. Ela adicionou a esse valor e doou um total de £6.000 ($12.000) para Beat, uma instituição de caridade para aqueles que sofrem de doenças mentais e distúrbios alimentares.
Um homem de 41 anos foi acusado de assédio em fevereiro de 2010 depois de tentar entrar em contato com a atriz em várias ocasiões fora do Comedy Theatre em Londres, onde ela apareceu no filme The Misanthrope. O julgamento subsequente foi adiado depois que a atriz não estava disponível para testemunhar no tribunal. Outro homem foi condenado a oito semanas de prisão depois de assediar Knightley fora de sua casa e persegui-la em dezembro de 2016.
Knightley é o rosto de uma campanha da Amnistia Internacional para apoiar os direitos humanos, marcando o 60º aniversário da Declaração Universal dos Direitos Humanos das Nações Unidas. Em 2004, ela viajou para a Etiópia junto a Richard Curtis, Sanjeev Bhaskar e Julian Metcalfe em nome da Caridade Comic Relief. Ela colocou fotos para WaterAid em 2005 e também para a campanha "Read" da American Library Association (um cartaz promocional de Pride & Prejudice). O vestido que usava para o Oscar  em 2006 foi doado para a organização benfeitor Oxfam, onde ele arrecadou £4,300.
Em abril de 2009, Knightley apareceu em um vídeo para aumentar a conscientização sobre o abuso doméstico intitulado Cut Shot for Women's Aid. O vídeo criou controvérsias, com algumas fontes chamando também misógino, enquanto outros grupos suportam o vídeo por mostrar uma representação realista da violência doméstica. Em novembro de 2010, Knightley tornou-se patrono da SMA Trust, uma instituição de caridade britânica que financia pesquisas médicas sobre a doença da atrofia muscular espinhal.
Para o Dia Internacional da Mulher 2014, Knightley foi um dos signatários da carta da Amnistia Internacional ao primeiro-ministro britânico, David Cameron, em que a organização fez campanha pelos direitos das mulheres no Afeganistão. Em julho de 2014, Knightley viajou para o Sudão do Sul em nome da Oxfam para se encontrar com refugiados da Guerra Civil Sudanesa e aumentar a conscientização sobre o conflito.
Em 12 de setembro de 2016, Knightley, bem como Cate Blanchett, Chiwetel Ejiofor, Peter Capaldi, Douglas Booth, Neil Gaiman, Jesse Eisenberg, Juliet Stevenson, Kit Harington e Stanley Tucci, apresentaram um vídeo da agência de refugiados das Nações Unidas, UNHCR, para ajudar a aumentar a conscientização para a crise global dos refugiados. O vídeo, intitulado "What They Took With Them", tem os atores que lêem um poema, escrito por Jenifer Toksvig e inspirado em relatos primários de refugiados e faz parte da campanha #WithRefugees do UNHCR, que também inclui uma petição aos governos para expandir Asilo para proporcionar mais abrigo, integrando oportunidades de emprego e educação.
Em maio de 2016, Knightley assinou uma carta implorando que a Grã-Bretanha vote "permanecer" no próximo referendo da UE no Reino Unido. A carta também foi assinada por John Le Carre, Benedict Cumberbatch e Danny Boyle entre outros. Mais tarde, ela apareceu em um vídeo destinado a encorajar os jovens a votarem no referendo. Em setembro de 2016, Knightley co-organizou A Night to Remember, parte do Green Carpet Challenge, um evento de caridade que destaca a sustentabilidade dentro da indústria da moda.

## Imagem na mídia
Knightley foi descrita pelos meios de comunicação como "famosa por ser aberta com a mídia", embora ela mesma tenha declarado o contrário: "Eu não falo sobre minha vida privada". Em uma pesquisa da BBC de 2004, Knightley foi nomeada uma das pessoas mais influentes da cultura britânica. Knightley foi listada como uma das 100 mulheres mais sensuais do mundo pela FHM em várias ocasiões. Ela fez sua primeira aparição na lista em 2004 e foi nomeada a número um em 2006. Ela foi incluída em todas as publicações subsequentes até 2009. Ela fez parte das edições americana da lista de 2004 para 2006, e também foi colocada no nono na lista Hot 100 da Maxim em 2006.
Knightley era a cara da celebridade para a marca de produtos de luxo Asprey, Shiatzy Chen, bem como produtos de cabelo para lux em comerciais de televisão japoneses. Em abril de 2006, ela foi confirmada como a nova cara de celebridade do perfume de Chanel, Coco Mademoiselle, embora a primeira foto da campanha não tenha sido lançada até maio de 2007. Ela apareceu nua, juntamente com Scarlett Johansson, na capa da revista Vanity Fair em março de 2006 Question "Hollywood". Knightley apareceu em comerciais de televisão para a Chanel, dirigida por Joe Wright desde 2007 e aprovou a coleção Cocoel Crush da Chanel Fine Jewelry.
Knightley recebeu a atenção da mídia por suas perspectivas sobre o feminismo, expressado em uma entrevista para Harper's Bazaar UK, publicada na edição de fevereiro de 2014. Knightley explicou que as artistas femininas enfrentam maiores obstáculos no setor cinematográfico em comparação com os homólogos masculinos, e também revelaram que ela estava perplexa com o uso de "feministas" em um sentido depreciativo: "De alguma forma, o [feminismo] tornou-se uma palavra ilegal. Pensei que era muito estranho por um longo tempo, e acho óbvio que estamos saindo disso ". Knightley posou em topless para a edição de setembro de 2014 de Entrevista, na condição de não ser fotografada, para chamar a atenção para como "os corpos das mulheres são um campo de batalha e a fotografia é em parte culpada''.

## Filmografia

### Cinema
| Ano  | Título                                                      | Papel                          | Notas          |
| ---- | ----------------------------------------------------------- | ------------------------------ | -------------- |
| 1995 | Inocentes Mentiras                                          | Jovem Celia                    |                |
| 1999 | Star Wars Episódio I: A Ameaça Fantasma                     | Sabé                           |                |
| 2001 | Deflation                                                   | Jogger                         |                |
| 2001 | O Buraco                                                    | Frances "Frankie" Almond Smith |                |
| 2002 | Emissão Impossível (Thunderpants)                           | Estudante                      |                |
| 2002 | Pure                                                        | Louise                         |                |
| 2002 | Driblando o Destino                                         | Juliette "Jules" Paxton        |                |
| 2002 | Noite de Ano Novo                                           | Leah                           |                |
| 2002 | The Seasons Alter                                           | Helena                         |                |
| 2003 | Pirates of the Caribbean: The Curse of the Black Pearl      | Elizabeth Swann                |                |
| 2003 | Love Actually                                               | Juliet                         |                |
| 2004 | Rei Arthur                                                  | Guinevere                      |                |
| 2005 | Camisa de Força (The jacket)                                | Jackie                         |                |
| 2005 | Domino: A Caçadora de Recompensas                           | Domino Harvey                  |                |
| 2005 | Orgulho e Preconceito                                       | Elizabeth Bennet               |                |
| 2006 | Piratas do Caribe: O Baú da Morte                           | Elizabeth Swann                |                |
| 2007 | Piratas do Caribe: No Fim do Mundo                          | Elizabeth Swann                |                |
| 2007 | Desejo e Reparação                                          | Cecilia Tallis                 |                |
| 2007 | Silk (filme)                                                | Hélène Joncour                 |                |
| 2008 | Amor Extremo                                                | Vera Phillips                  |                |
| 2008 | A Duquesa                                                   | Georgiana Cavendish            |                |
| 2009 | The Continuing and Lamentable: Saga of the Suicide Brothers | A Fada                         |                |
| 2010 | Não Me Abandone Jamais                                      | Ruth C.                        |                |
| 2010 | Maze                                                        | Constance                      |                |
| 2010 | Apenas uma Noite                                            | Joanna Reed                    |                |
| 2010 | Steve                                                       | Mulher                         |                |
| 2010 | O Último Guarda-Costas                                      | Charlotte                      |                |
| 2011 | Um Método Perigoso                                          | Sabina Spielrein               |                |
| 2012 | Procura-se Um Amigo para o Fim do Mundo                     | Penelope Lockhart              |                |
| 2012 | Anna Karenina                                               | Anna Arkadyevna Karenina       |                |
| 2013 | Era Uma Vez... Chanel                                       | Gabrielle Chanel               | Curta-metragem |
| 2013 | Mesmo Se Nada Der Certo                                     | Gretta                         |                |
| 2014 | Operação Sombra - Jack Ryan                                 | Cathy Muller                   |                |
| 2014 | Encalhados                                                  | Megan                          |                |
| 2014 | O Jogo da Imitação                                          | Joan Clarke                    |                |
| 2015 | Evereste                                                    | Jan Hall                       |                |
| 2016 | Beleza Oculta                                               | Amy                            |                |
| 2017 | Piratas do Caribe: A Vingança de Salazar                    | Elizabeth Swann-Turner         |                |
| 2018 | Colette                                                     | Colette                        |                |
| 2018 | Berlin, Eu Te Amo                                           | Jane                           |                |
| 2018 | O Quebra-Nozes e os Quatro Reinos                           | A Fada Açucarada               |                |
| 2018 | Consequências                                               | Rachael Morgan                 |                |
| 2019 | Official Secrets                                            | Katharine Gun                  |                |
| 2019 | Greed                                                       | Ela mesma                      |                |
| 2020 | Misbehaviour                                                | Sally Alexander                |                |
| 2021 | Silent Night                                                | Nell                           |                |
| 2023 | Boston Strangler                                            | Loretta McLaughlin             |                |

### Televisão
| Ano  | Título                                                   | Papel             |
| ---- | -------------------------------------------------------- | ----------------- |
| 1993 | Screen One                                               | Menina jovem.     |
| 1995 | A Village Affair                                         | Natasha Jordan    |
| 1995 | The Bill                                                 | Sheena Rose       |
| 1996 | The Treasure Seekers                                     | The Princess      |
| 1998 | Coming Home                                              | Judith Dunbar     |
| 1999 | Oliver Twist                                             | Rose Fleming      |
| 2001 | Princess of Thieves                                      | Gwyn              |
| 2002 | Doctor Zhivago                                           | Lara Antipova     |
| 2007 | Robbie the Reindeer in Close Encounters of the Herd Kind | Em (voz)          |
| 2011 | Neverland                                                | Tinker Bell (voz) |
| 2017 | Red Nose Day Actually                                    | Juliet            |
| N/A  | The Other Typist                                         | Odalie            |

### Outras aparições
| Ano  | Título                   | Papel    | Notas      |
| ---- | ------------------------ | -------- | ---------- |
| 1999 | Villette                 | Polly    | Radio      |
| 2003 | Pirates of the Caribbean | Narração | Video game |

## Teatro
| Ano     | Produção            | Teatro                                    | Papel               | Notas     |
| ------- | ------------------- | ----------------------------------------- | ------------------- | --------- |
| 2009–10 | The Misanthrope     | Comedy Theatre, London                    | Jennifer (Célimène) | West End  |
| 2011    | The Children's Hour | Comedy Theatre, London                    | Karen Wright        | [ 35 ]    |
| 2015    | Thérèse Raquin      | Roundabout Theatre Company, New York City | Thérèse Raquin      | Broadwayt |

## Indicações
Knightley foi duas vezes indicada aos Oscar 2006 por Melhor Atriz em Orgulho e Preconceito em 2015 por Melhor Atriz Coadjuvante em O Jogo da Imitação.
| Ano  | Cerimônia                                      | Categoria                                                                                              | Trabalho                                                            | Resultados |
| ---- | ---------------------------------------------- | --- | ------------------------------------------------------------------- | ---------- |
| 2002 | Empire Awards                                  | Best Newcomer                                                                                          | The Hole                                                            | Indicado   |
| 2003 | London Film Critics' Circle                    | Best Newcomer (empatou com Martin Compston)                                                            | Bend It Like Beckham                                                | Venceu     |
| 2003 | Online Film Critics Society                    | Best Breakthrough Performance                                                                          | Bend It Like Beckham                                                | Venceu     |
| 2004 | Irish Film & Television Academy                | Best International Actress                                                                             | Pirates of the Caribbean: The Curse of the Black Pearl, King Arthur | Venceu     |
| 2004 | Teen Choice Awards                             | Choice Movie: Chemistry (ao lado de Orlando Bloom)                                                     | Pirates of the Caribbean: The Curse of the Black Pearl              | Venceu     |
| 2004 | Teen Choice Awards                             | Choice Movie: Liplock (shared with Orlando Bloom)                                                      | Pirates of the Caribbean: The Curse of the Black Pearl              | Venceu     |
| 2004 | Empire Awards                                  | Best British Actress                                                                                   | Pirates of the Caribbean: The Curse of the Black Pearl              | Indicado   |
| 2004 | MTV Movie Awards                               | Best Breakthrough Performance – Female                                                                 | Pirates of the Caribbean: The Curse of the Black Pearl              | Indicado   |
| 2004 | Saturn Awards                                  | Best Supporting Actress                                                                                | Pirates of the Caribbean: The Curse of the Black Pearl              | Indicado   |
| 2004 | Visual Effects Society Awards                  | Outstanding Performance by a Male or Female Actor in an Effects Film                                   | Pirates of the Caribbean: The Curse of the Black Pearl              | Indicado   |
| 2004 | Washington D.C. Area Film Critics Association  | Best Ensemble                                                                                          | Love Actually                                                       | Venceu     |
| 2005 | Empire Awards                                  | Best British Actress                                                                                   | King Arthur                                                         | Indicado   |
| 2005 | Teen Choice Awards                             | Choice Movie Actress: Action                                                                           | King Arthur                                                         | Indicado   |
| 2005 | British Independent Film Awards                | Variety Award                                                                                          |                                                                     | Venceu     |
| 2006 | Dallas–Fort Worth Film Critics Association     | Best Actress (2 lugar)                                                                                 | Pride & Prejudice                                                   | Venceu     |
| 2006 | National Society of Film Critics               | Best Actress (2 lugar)                                                                                 | Pride & Prejudice                                                   | Venceu     |
| 2006 | Academy Awards                                 | Best Actress                                                                                           | Pride & Prejudice                                                   | Indicado   |
| 2006 | Chicago Film Critics Association               | Best Actress                                                                                           | Pride & Prejudice                                                   | Indicado   |
| 2006 | Critics' Choice Movie Awards                   | Best Actress                                                                                           | Pride & Prejudice                                                   | Indicado   |
| 2006 | Empire Awards                                  | Best Actress                                                                                           | Pride & Prejudice                                                   | Indicado   |
| 2006 | Golden Globe Awards                            | Best Actress – Motion Picture Drama                                                                    | Pride & Prejudice                                                   | Indicado   |
| 2006 | London Film Critics' Circle                    | British Actress of the Year                                                                            | Pride & Prejudice                                                   | Indicado   |
| 2006 | Online Film Critics Society                    | Best Actress                                                                                           | Pride & Prejudice                                                   | Indicado   |
| 2006 | Satellite Awards                               | Best Actress – Drama                                                                                   | Pride & Prejudice                                                   | Indicado   |
| 2006 | Teen Choice Awards                             | Choice Movie Actress: Action/Drama                                                                     | Pride & Prejudice                                                   | Indicado   |
| 2006 | Washington, D.C. Area Film Critics Association | Best Actress                                                                                           | Pride & Prejudice                                                   | Indicado   |
| 2006 | Teen Choice Awards                             | Choice Movie: Hissy Fit                                                                                | Pirates of the Caribbean: Dead Man's Chest                          | Venceu     |
| 2006 | Teen Choice Awards                             | Choice Movie: Liplock (shared with Orlando Bloom)                                                      | Pirates of the Caribbean: Dead Man's Chest                          | Venceu     |
| 2006 | Teen Choice Awards                             | Choice Movie: Scream                                                                                   | Pirates of the Caribbean: Dead Man's Chest                          | Venceu     |
| 2006 | Teen Choice Awards                             | Choice Movie Actress: Action/Drama                                                                     | Pirates of the Caribbean: Dead Man's Chest                          | Indicado   |
| 2007 | People's Choice Awards                         | Favorite On-Screen Match-Up (shared with Johnny Depp)                                                  | Pirates of the Caribbean: Dead Man's Chest                          | Venceu     |
| 2007 | Kids' Choice Awards                            | Favorite Female Movie Star                                                                             | Pirates of the Caribbean: Dead Man's Chest                          | Indicado   |
| 2007 | Empire Awards                                  | Best Actress                                                                                           | Pirates of the Caribbean: Dead Man's Chest                          | Indicado   |
| 2007 | MTV Movie Awards                               | Best Performance                                                                                       | Pirates of the Caribbean: Dead Man's Chest                          | Indicado   |
| 2007 | Teen Choice Awards                             | Choice Movie Actress: Action                                                                           | Pirates of the Caribbean: At World's End                            | Venceu     |
| 2008 | Kids' Choice Awards                            | Favorite Movie Actress                                                                                 | Pirates of the Caribbean: At World's End                            | Indicado   |
| 2008 | People's Choice Awards                         | Favorite Female Action Star                                                                            | Pirates of the Caribbean: At World's End                            | Venceu     |
| 2008 | Teen Choice Awards                             | Choice Movie Actress: Drama                                                                            | Atonement                                                           | Venceu     |
| 2008 | Golden Globe Awards                            | Golden Globe Award for Best Actress – Motion Picture Drama                                             | Atonement                                                           | Indicado   |
| 2008 | British Academy Film Awards                    | Best Actress in a Leading Actress                                                                      | Atonement                                                           | Indicado   |
| 2008 | British Independent Film Awards                | Best Performance by an Actress in a British Independent Film                                           | The Duchess                                                         | Indicado   |
| 2009 | People's Choice Awards                         | Favorite Female Movie Star                                                                             | The Duchess                                                         | Indicado   |
| 2010 | British Independent Film Awards                | Best Supporting Actress                                                                                | Never Let Me Go                                                     | Indicado   |
| 2010 | Saturn Awards                                  | Best Supporting Actress                                                                                | Never Let Me Go                                                     | Indicado   |
| 2010 | Saturn Awards                                  | Best Supporting Actress                                                                                | A Dangerous Method                                                  | Indicado   |
| 2010 | Laurence Olivier Awards                        | Laurence Olivier Award for Best Actress in a Supporting Role                                           | The Misanthrope                                                     | Indicado   |
| 2010 | Evening Standard Theatre Awards                | Natasha Richardson Award for Best Actress                                                              | The Misanthrope                                                     | Indicado   |
| 2011 | Empire Awards                                  | Empire Hero Award                                                                                      |                                                                     | Venceu     |
| 2012 | Satellite Awards                               | Best Actress – Motion Picture                                                                          | Anna Karenina                                                       | Indicado   |
| 2013 | CinEuphoria Awards                             | Best Actress – International Competition                                                               | Anna Karenina                                                       | Indicado   |
| 2013 | People's Choice Awards                         | Favorite Dramatic Movie Actress                                                                        | Anna Karenina                                                       | Indicado   |
| 2013 | European Film Awards                           | European Actress                                                                                       | Anna Karenina                                                       | Indicado   |
| 2013 | Alliance of Women Film Journalists             | Best Depiction of Nudity, Sexuality, or Seduction (shared with Aaron Taylor-Johnson)                   | Anna Karenina                                                       | Indicado   |
| 2013 | Alliance of Women Film Journalists             | Most Egregious Age Difference Between the Leading Man and the Love Interest (shared with Steve Carell) | Seeking a Friend for the End of the World                           | Indicado   |
| 2014 | Brașov International Film Festival & Market    | Best Actress                                                                                           | Anna Karenina                                                       | Indicado   |
| 2014 | Awards Circuit Community Awards                | Best Actress in a Leading Role                                                                         | Begin Again                                                         | Indicado   |
| 2014 | International Online Cinema Awards (INOCA)     | Best Actress                                                                                           | Begin Again                                                         | Indicado   |
| 2014 | Hollywood Film Awards                          | Best Supporting Actress                                                                                | The Imitation Game                                                  | Venceu     |
| 2014 | BIFA Awards                                    | Actress in a British Independent Film                                                                  | The Imitation Game                                                  | Indicado   |
| 2014 | Dallas–Fort Worth Film Critics Association     | Best Supporting Actress                                                                                | The Imitation Game                                                  | Indicado   |
| 2014 | Phoenix Critics Circle                         | Best Supporting Actress                                                                                | The Imitation Game                                                  | Indicado   |
| 2014 | Phoenix Film Critics Society Awards            | Best Actress in a Supporting Role                                                                      | The Imitation Game                                                  | Venceu     |
| 2014 | Satellite Awards                               | Best Supporting Actress – Motion Picture                                                               | The Imitation Game                                                  | Indicado   |
| 2014 | San Diego Film Critics Society                 | Best Ensemble                                                                                          | The Imitation Game                                                  | Indicado   |
| 2014 | San Diego Film Critics Society                 | Best Supporting Actress                                                                                | The Imitation Game                                                  | Indicado   |
| 2014 | St. Louis Film Critics Association             | Best Supporting Actress                                                                                | The Imitation Game                                                  | Indicado   |
| 2015 | Australian Film Institute                      | Best Supporting Actress                                                                                | The Imitation Game                                                  | Indicado   |
| 2015 | Empire Awards                                  | Best Actress                                                                                           | The Imitation Game                                                  | Indicado   |
| 2015 | Houston Film Critics Society                   | Best Supporting Actress                                                                                | The Imitation Game                                                  | Indicado   |
| 2015 | AACTA International Awards                     | Best Supporting Actress                                                                                | The Imitation Game                                                  | Indicado   |
| 2015 | North Carolina Film Critics Association        | Best Supporting Actress                                                                                | The Imitation Game                                                  | Indicado   |
| 2015 | Central Ohio Film Critics Association          | Best Supporting Actress                                                                                | The Imitation Game                                                  | Indicado   |
| 2015 | Palm Springs International Film Festival       | Ensemble Cast                                                                                          | The Imitation Game                                                  | Venceu     |
| 2015 | Golden Globe Awards                            | Best Supporting Actress – Motion Picture                                                               | The Imitation Game                                                  | Indicado   |
| 2015 | Critics' Choice Movie Awards                   | Best Acting Ensemble                                                                                   | The Imitation Game                                                  | Indicado   |
| 2015 | Critics' Choice Movie Awards                   | Best Supporting Actress                                                                                | The Imitation Game                                                  | Indicado   |
| 2015 | Critics' Choice Movie Awards                   | Best Song                                                                                              | "Lost Stars"                                                        | Indicado   |
| 2015 | Screen Actors Guild Awards                     | Outstanding Performance by a Cast in a Motion Picture                                                  | The Imitation Game                                                  | Indicado   |
| 2015 | Screen Actors Guild Awards                     | Outstanding Performance by a Female Actor in a Supporting Role                                         | The Imitation Game                                                  | Indicado   |
| 2015 | British Academy Film Awards                    | Best Actress in a Supporting Role                                                                      | The Imitation Game                                                  | Indicado   |
| 2015 | Academy Awards                                 | Best Supporting Actress                                                                                | The Imitation Game                                                  | Indicado   |
| 2015 | London Film Critics' Circle                    | British Actress of the Year                                                                            | Begin Again, The Imitation Game, Laggies                            | Indicado   |
| 2015 | Jupiter Award                                  | Best International Actress                                                                             | Begin Again                                                         | Venceu     |
| 2016 | Harper's Bazaar Women of the Year              | Theater Icon Award                                                                                     |                                                                     | Venceu     |
| 2017 | Teen Choice Awards                             | Choice: Lip Lock (ao lado de Orlando Bloom)                                                            | Pirates of the Caribbean: Dead Men Tell No Tales                    | Indicado   |
| 2019 | WFCC Award                                     | Best Screen Couple (ao lado de Adam Bakri)                                                             | Official Secrets                                                    | Indicado   |
| 2019 | WFCC Award                                     | Best Female Action Hero                                                                                | Official Secrets                                                    | Indicado   |

## Prêmios
- Empire Award de Melhor Atriz -Orgulho e Preconceito
- Phoenix Film Critics Society de Melhor Atriz Coadjuvante - The Imitation Game